# Laki (Bulgarije)
Laki (Bulgaars: Лъки) is een kleine stad en een gemeente in Bulgarije. De stad ligt in de  oblast Plovdiv, dicht bij het Rodopegebergte. Het stadje bevindt zich 54 km ten zuiden van de provinciehoofdstad Plovdiv, 36 km van de stad Asenovgrad, 55 km ten noorden van Smoljan en 211 km ten zuidoosten van de hoofdstad Sofia. Er is een lood-en zinkfabriek, verschillende textielfabrieken en een aantal houtwerkplaatsen.

## Geografie
De gemeente Laki is gelegen in het meest zuidelijke deel van de oblast Plovdiv. Met een oppervlakte van 292,511 km² is het de tiende van de 18 gemeenten van de oblast (oftewel 4,88% van het grondgebied). De grenzen zijn als volgt:
- in het noorden en noordoosten - gemeente Asenovgrad;
- in het oosten en zuidoosten - gemeente Banite, oblast Smoljan;
- in het zuiden - gemeente Smoljan, oblast Smoljan;
- in het westen - gemeente Tsjepelare, oblast Smoljan.

## Bevolking
Op 31 december 2020 telde de stad Laki 1.761 inwoners, terwijl de gemeente Laki, inclusief de 10 nabijgelegen dorpen, 2.393 inwoners had. De regio kampt al sinds de tweede helft van de twintigste eeuw met een intensieve bevolkingskrimp.

### Religie
De laatste volkstelling werd uitgevoerd in februari 2011 en was optioneel. Van de 2.902 inwoners reageerden er 1.829 op de volkstelling. Van deze 1.829 respondenten waren er 1.026 lid van de Bulgaars-Orthodoxe Kerk, oftewel 56,1% van de bevolking. De rest van de bevolking had een andere geloofsovertuiging of was niet religieus. 
| Religieuze samenstelling in februari 2011 | Religieuze samenstelling in februari 2011 | Religieuze samenstelling in februari 2011 | Religieuze samenstelling in februari 2011 | Religieuze samenstelling in februari 2011 |
| ----------------------------------------- | ----------------------------------------- | ----------------------------------------- | ----------------------------------------- | ----------------------------------------- |
|                                           |                                           |                                           |                                           |                                           |
| Bulgaars-Orthodoxe Kerk                   | Bulgaars-Orthodoxe Kerk                   |                                           | 56,1%                                     | 56,1%                                     |
| Katholieke Kerk                           | Katholieke Kerk                           |                                           | 0,6%                                      | 0,6%                                      |
| Protestantisme                            | Protestantisme                            |                                           | 1,2%                                      | 1,2%                                      |
| Islam                                     | Islam                                     |                                           | 11,8%                                     | 11,8%                                     |
| Geen                                      | Geen                                      |                                           | 10,6%                                     | 10,6%                                     |
| Anders/ Onbekend                          | Anders/ Onbekend                          |                                           | 19,7%                                     | 19,7%                                     |

## Gemeentelijke kernen
| - Balkan Machala - Belitsa - Borovo - Drjanovo - Dzjoerkovo | - Joegovo - Lakavitsa - Laki (hoofdplaats) - Manastir - Zdravets |

Asenovgrad - Brezovo - Kalojanovo - Karlovo - Chisarja - Koeklen - Kritsjim - Laki - Maritsa - Parvomaï - Peroesjtitsa - Plovdiv - Rakovski - Rodopi - Sadovo - Saedinenie - Sopot - Stamboliïski